# 捍衛任務：復仇芭蕾
《捍衛任務：復仇芭蕾》（英語：From the World of John Wick: Ballerina）是一部2025年美國動作驚悚片，由連恩·懷斯曼執導，沙伊·哈頓編寫劇本。該片為《捍衛任務》系列電影之一，由安娜·德哈瑪斯、安潔莉卡·休斯頓、加布里埃尔·伯恩、藍斯·瑞迪克、卡塔琳娜·桑地諾·莫雷諾、諾曼·李杜斯、伊恩·麥克夏恩與基努·李維主演。劇情發生在《捍衛任務3：全面開戰》和《捍衛任務4》之間，講述年輕女殺手試圖為家人復仇。此片是瑞迪克遺作之一。
《捍衛任務：復仇芭蕾》由獅門影業排定2025年6月6日於美國上映。

## 劇情
伊芙·马卡罗（Eve Macarro）是两名刺客的女儿，其父为拉斯卡·罗马（Ruska Roma）组织的哈维尔（Javier），其母为“教团”（the Cult）的一名成员。在伊芙年幼时，哈维尔将其从教团带走，此事件导致了伊芙母亲的死亡。为寻回伊芙，教团的“校长”（Chancellor）派遣部下袭击其住所，杀害了守卫并对哈维尔造成致命伤。哈维尔在临终前帮助伊芙成功逃脱。其后，纽约大陆酒店（New York Continental）的管理者温斯顿·斯科特（Winston Scott）将伊芙带至拉斯卡·罗马，伊芙在会见其“总监”（Director）后，同意加入该组织。
在接下来的12年间，伊芙在总监与导师诺吉（Nogi）的指导下，接受了芭蕾舞者与刺客兼保镖的训练，成为代号“奇奇莫拉”（Kikimora）的刺客。在此期间，她曾与前来拜访总监、请求获得前往卡萨布兰卡安全通道的约翰·威克（John Wick）相遇。约翰·威克建议伊芙放弃其充满暴力的生涯，但未被采纳。伊芙在杀死一名据信未能履行职责的拉斯卡·罗马同门后，完成了毕业考核。随后，她成功保护了其首位保护对象——女继承人卡特拉·帕克（Katla Park）。两个月后，伊芙在完成一次刺杀合约后，遭到一名刺客的攻击。她在反击并杀死对方后，确认其为教团成员。为寻求复仇，伊芙向总监询问教团的信息，但总监以拉斯卡·罗马与教团之间存在长期休战协议为由，禁止了她的行动。
伊芙违抗了总监的命令，前往纽约大陆酒店，并由酒店礼宾员卡隆（Charon）安排与温斯顿会面。温斯顿透露，一名叫丹尼尔·派恩（Daniel Pine）的教团成员正以高额悬赏目标的身分停留于布拉格大陆酒店。伊芙随即前往该地并预订了房间。伊芙潜入派恩的房间，发现了其女儿艾拉（Ella）。派恩坦承自己已叛离教团，并在此处藏匿女儿以躲避追杀。与此同时，数名驻扎在酒店的教团成员正监视着伊芙与派恩，其领导者莉娜（Lena）进一步提高了派恩的悬赏金额。教团刺客及其他雇佣兵随即在大陆酒店范围内对派恩发起攻击。派恩将艾拉托付给伊芙，并承诺稍后提供更多关于教团的情报。然而，在她们离开酒店时，教团刺客戴克斯（Dex）开枪击中派恩，莉娜则制伏了伊芙并掳走了艾拉。布拉格大陆酒店的工作人员赦免了伊芙，并处决了两名因违反规定而在酒店内发动攻击的被俘教团成员及雇佣兵。
伊芙从军火商法兰克（Frank）处购得武器，但其店铺随即遭到教团的攻击。伊芙击退袭击者后，法兰克协助她缩小了教团基地的搜寻范围，并为其提供了交通工具。伊芙的搜寻将她引至奥地利小镇哈尔施塔特（Hallstatt），但她很快便遭到当地居民的围攻，这些人皆为教团工作的刺客。伊芙最终被俘，并被带至校长面前，后者认出了她的拉斯卡·罗马背景。伊芙坦承了其复仇计划，而校长则透露派恩是他的儿子，艾拉是他的孙女。校长亦认出了伊芙，并告知莉娜，伊芙是她的亲生妹妹。在伊芙挣脱束缚后，她与莉娜对峙，莉娜向其证实了她们的血缘关系，并解释当年哈维尔之所以遗弃她，是因担心她已受教团思想的深度影响。校长听闻伊芙与莉娜的对话后，下令将二人一并处死。莉娜被教团的手榴弹所杀，伊芙则成功逃脱。
事后，校长致电总监，因伊芙的行为而宣布两大组织之间爆发战争，并无视了总监关于伊芙系擅自行动的解释。为平息事态，总监派遣约翰·威克前去消灭伊芙作为妥协方案，校长接受了此条件。约翰·威克抵达哈尔施塔特，找到并击败了伊芙，但他多次手下留情，并恳求她放弃复仇。在伊芙的坚持下，富有同情心的约翰同意给她宽限至午夜，让她在此之前刺杀校长，若失败他将继续执行合约。
伊芙继续在哈尔施塔特与教团势力交战，约翰·威克则从远处为她提供支援。当教团失去约翰的踪迹后，校长试图携艾拉逃离，但被伊芙拦截。校长尝试说服伊芙，但最终被她处决，艾拉则被成功救出。约翰·威克随后向总监报告了校长的死讯。
故事结尾，艾拉在纽约大陆酒店与康复中的父亲派恩团聚。伊芙因其违规行为的后果而脱离了拉斯卡·罗马，并在此处寻求庇护。教团对伊芙发布了高额悬赏。在观看前“奇奇莫拉”学员塔蒂亚娜（Tatiana）的芭蕾舞表演时，伊芙得知了自己被悬赏的消息，并随即离开了剧院。

## 演員
| 演員                   | 角色                         | 簡介 |
| ---------------------- | ---------------------------- | --- |
| 安娜·德哈瑪斯          | 伊芙·馬卡羅                  | 拉斯卡·羅馬所屬的芭蕾舞演員兼刺客，試圖尋找殺害家人的兇手報仇，根據伊恩·麥克夏恩 ，伊芙一角在電影中在紐約大陸飯店受到溫斯頓與沙隆的保護。 |
| 伊恩·麥克夏恩          | 溫斯頓·史考特                | 紐約大陸飯店的管理者兼經理。 |
| 基努·李維              | 賈達尼·喬沃諾維奇／約翰·維克 | 令人聞風喪膽的職業殺手和刺客。 |
| 藍斯·瑞迪克            | 沙隆                         | 紐約大陸飯店的接待員。 |
| 安潔莉卡·休斯頓        | 總監                         | 高桌會幹部，白俄羅斯刺客集團兼芭蕾舞團總監，也是約翰的保護者。                                                                            |
| 卡塔琳娜·桑地諾·莫雷諾 | 莱纳                         | 總理手下的女刺客，也是伊芙失散多年的姊姊。                                                                                                |
| 諾曼·李杜斯            | 潘恩                         | 神秘男子。 |
| 加布里埃尔·伯恩        | 總理                         | 本作主要反派，率領整個城鎮對付伊芙。 |
| 崔秀榮                 | 凱特拉·朴                    | 伊芙刺客生涯中的第一位保護對象。 |

## 製作
2017年7月，獅門娛樂收購了沙伊·哈頓編寫的動作驚悚片《捍衛任務：復仇芭蕾》（Ballerina）的劇本，有望成為《捍衛任務》系列電影之一。據知該劇本為哈頓在收購前對於《捍衛任務》系列的熱愛而編寫。講述一名被培養成刺客的年輕女子為家人復仇的故事。該片將由雷霆之路影業製作，貝索·伊旺尼克和埃莉卡·李（Erica Lee）擔任製片人。2019年10月，連恩·懷斯曼簽約執導，基努·李維和查德·史塔赫斯基分別擔任製片人和執行製片人。2021年10月，安娜·德哈瑪斯正在商談出演電影。2022年4月，獅門娛樂於電影博覽正式宣布德哈瑪斯將擔任主角。2022年11月，宣佈李維、伊恩·麥克夏恩和安潔莉卡·休斯頓將回歸飾演《捍衛任務》的角色約翰·維克、溫斯頓以及總監。2022年12月，宣佈藍斯·瑞迪克回顧飾演沙隆，而卡塔琳娜·桑地諾·莫雷諾和諾曼·李杜斯出演未公佈的角色。2024年4月，該片的預告試映在CinemaCon舉行，揭露片名為。

### 拍攝
該片於2022年11月7日在布拉格開始進行主體拍攝。

## 發行
《捍衛任務：復仇芭蕾》由獅門娛樂發行，原訂於2024年6月7日於美國上映。2024年2月21日，本片延期至2025年6月6日上映，原檔期由《龍族戰神：重生》接替。
本片已於2025年7月1日登陸串流平台。

## 迴響

### 評價
爛番茄根據285條評論，本片獲得76%的新鮮度，觀眾的好評度為90%，均分4.4／5。在Metacritic上，本片獲得59分。

## 備註
1. 香港曾譯《殺神John Wick外傳：芭蕾殺姬》。

## 外部連結
- 互联网电影数据库（IMDb）上《捍衛任務：復仇芭蕾》的资料（英文）
- Metacritic上《捍衛任務：復仇芭蕾》的資料（英文）
- AllMovie上《捍衛任務：復仇芭蕾》的资料（英文）
- 爛番茄上《捍衛任務：復仇芭蕾》的資料（英文）
- Box Office Mojo上《捍衛任務：復仇芭蕾》的資料（英文）
- 開眼電影網上《捍衛任務：復仇芭蕾》的資料（繁體中文）
- 豆瓣电影上《捍衛任務：復仇芭蕾》的資料 （简体中文）
- 时光网上《捍衛任務：復仇芭蕾》的資料（简体中文）